# Пію багійський
Пію багійський (Synallaxis cinerea) — вид горобцеподібних птахів родини горнерових (Furnariidae). Ендемік Бразилії.

## Опис
Довжина птаха становить 15-17 см, вага 16-21 г. Тім'я, крила і хвіст руді. Верхня частина тіла коричнева з оливковим відтінком. Обличч темно-сіре, над очима жовті "брови". Горло сіре, поцятковане світлими плямками. Нижня частина тіла сіра, боки коричнюваті.

## Поширення і екологія
Багійські пію мешкають на сході Бразилії, в центрі і на сході Баїї та на північному сході Мінас-Жерайсу. Вони живуть в підліску вологих гірських атлантичних лісів та на узліссях. Зустрічаються на висоті від 500 до 1200 м над рівнем моря, поодинці або парами. Живляться безхребетними, яких шукають в підліску.

## Збереження
МСОП класифікує стан збереження цього виду як близький до загрозливого. За оцінками дослідників, популяція багійських пію становить від 4400 до 13200 птахів. Їм загрожує знищення природного середовища.